# Xosé Tarrío González
Xosé Tarrío González (1968, La Coruña - 2 de enero de 2005, La Coruña) fue un delincuente condenado, activista político -anarquista, libertario y anticarcelario- y escritor, famoso por su libro "Huye, hombre, huye. Diario de un preso FIES" publicado en 1997 por Editorial Virus.

## Biografía
Xosé Tarrío (apodado como Che) nació en el seno de una familia muy humilde del conflictivo barrio de Katanga (La Coruña). Debido a problemas familiares ocasionados por el alcoholismo de su padre y por la incapacidad económica de su madre Pastora, a pesar de sus ingentes esfuerzos, para mantener una familia en la que Xosé era el pequeño de 5 hermanos. Pasó su infancia y adolescencia entre internados y reformatorios de los que se escapaba con frecuencia. En 1987, entró en prisión para cumplir una pena de 2 años, 4 meses y un día, por un pequeño robo que realizó para mantener su adicción a las drogas, que en el proceso de su auto-formación política, una vez ya recluido, fue abandonando; primero la heroína y posteriormente el resto (incluyendo drogas legales). Esos dos años y medio se convirtieron en 71 años de penas firmes y más de un centenar de años solicitados además de pasar a ser catalogado como preso FIES (Fichero de Internos de Especial Seguimiento).
En su libro, Tarrío muestra a la sociedad su versión del panorama carcelario español, y por extensión del submundo de la prisión en el mundo, desde el punto de vista de los presos más desfavorecidos. "Huye, hombre, huye" es un alegato contra el sistema penal y carcelario.
Xosé Tarrío protagonizó múltiples fugas y motines -algunos con éxito y otros sin él- a lo largo de su periplo por la mayoría de cárceles de la geografía española donde hizo amistades duraderas -por ejemplo, Juan José Garfia, denominado por un tiempo Enemigo Público Número 1 en España y autor del libro "Adiós prisión"-, se encontró con la violencia, el narcotráfico y el embrutecimiento que se respiraban en el entorno de la prisión y desarrolló sus conocimientos mediante la lectura en los largos días de aislamiento que desembocaron en la publicación de su libro autobiográfico.
Xosé Tarrío cumplió 17 años de prisión, de los cuales 12 fueron en aislamiento, sin tener un solo permiso o tercer grado debido a su problemático comportamiento.
Finalmente, salió de prisión año y medio más tarde de lo que debería -ya que no se le fusionaron sus penas en una sola- y sólo lo hizo después de sufrir un infarto cerebral diagnosticado erróneamente como gripe por los médicos de la prisión. Pasó un calvario hospitalario, pasando por estado de coma, hasta su muerte en los primeros días de 2005. Tras su muerte se realizaron manifestaciones a lo largo del estado español. Esa misma noche se sabotearon con cócteles molotov cajeros de Caixa Catalunya y La Caixa en la ciudad de Barcelona.
El 3 de enero de 2009, familiares, compañeras y amigas de Xosé se reunieron en Madrid para llevar a cabo un particular homenaje, la inauguración de la plaza Xosé Tarrío. Dicho espacio está situado en el cruce de la calle Calvario con Ministriles (cerca de las plazas de Tirso de Molina y Lavapiés). Con este acto no se pretendía ningún reconocimiento legal, ni ensalzar la figura de Xosé por encima de la de otros/as, simplemente, crear un espacio para el recuerdo, recuperando un rinconcito de las calles para dar voz a la lucha, una forma de recordar a Xosé, pero también a todas las personas encerradas y silenciadas. Desde que la plaza se inauguró, el ayuntamiento ha retirado las placas en recuerdo de Xosé en repetidas ocasiones, sin embargo estas siempre vuelven a aparecer. Durante estos dos años la plaza ha sido y continúa siendo testigo de jornadas, teatro, charlas y proyecciones.

## Obra
- Huye, hombre, huye. Diario de un preso FIES. Editorial Virus. Barcelona, 1999. ISBN 978-84-88455-45-1.

### Como colaborador
- Adiós prisión. Juan José Garfia. Editorial Txalaparta. Tafalla, 1995. ISBN 978-84-81360-06-6.